# Het Zesde Zintuig Internationaal
Het Zesde Zintuig Internationaal is een 8-delig televisieprogramma dat in het voorjaar van 2011 werd uitgezonden door RTL 4. Zes paragnosten uit eveneens zes verschillende landen nemen het tegen elkaar op in verschillende opdrachten en hopen uiteindelijk verkozen te worden tot Beste Paragnost ter Wereld. Elisabeth heeft de serie uiteindelijk gewonnen.

## Paragnosten
Michelle WhitedoveDeze vrouw is de Amerikaanse inzending. Ze won de Amerikaanse versie van Het Zesde Zintuig met grote voorsprong en is van plan ook de internationale versie te gaan winnen.
Sylvia de LaetSylvia komt uit België en gaat te werk met behulp van een gids en tarotkaarten en soms ook van foto's.
Diane LazarusDit is de paragnost uit Groot-Brittannië en is de enige paragnost uit heel Engeland die wordt gevraagd voor het oplossen van moordzaken.
Petra LakerveldDe Nederlandse inzending en is de enige van de zes paragnosten die niet de nationale versie van Het Zesde Zintuig heeft gewonnen. Ze heeft deelgenomen aan Het Zesde Zintuig: Plaats Delict.
Alexander LitvinAlexander, een Rus en de enige man in het gezelschap. Volgens Litvin waren veel mensen uit zijn familie ook paranormaal. Tijdens de opnames van deze serie, is er een tolk bij hem.
Elisabeth GimsøyElisabeth komt uit Noorwegen en is de winnares van de serie met 93 punten.

## Tests

### Soorten tests
Er zijn twee soorten tests: de groene inhoudelijke, die maximaal 10 punten opleveren en de extreme, blauwe, die maximaal 5 punten kunnen opleveren.

### Tests per aflevering
| Aflevering   | Datum    | Inhoudelijke test | Extreme test |
| ------------ | -------- | --- | --- |
| Aflevering 1 | 3 maart  | De paragnosten moesten met een blinddoek op iets vertellen over een persoon. De persoon was de Nederlandse Jasper, de persoon die een terroristische aanslag op vlucht 253 op kerst 2009 verijdelde. | In een vliegtuig zaten 7 personen. Een van hen was de terrorist die ook een kleine bom bij zich had. Binnen een bepaalde tijd moesten de deelnemers de zogenaamde terrorist uit zien te kiezen. Ook moesten ze uit 5 mannen de echte piloot kiezen. |
| Aflevering 2 | 10 maart | De paragnosten werden weer geblinddoekt en neergezet voor de De Nachtwacht van Rembrandt. Ze moesten van dit object een zo duidelijk mogelijke beschrijving geven. | De deelnemers waren op een autokerkhof. Vijf auto's werden neergezet, waarvan er in één een persoon verstopt zat. De paragnosten moesten raden in welke auto de persoon zat, voordat deze gesloopt zou worden.                                      |
| Aflevering 3 | 17 maart | De paragnosten kregen een voorwerp van een man in handen, die tijdens de Tweede Wereldoorlog in Valkenburg ondergedoken zat voor de nazi's. Ze moesten deze persoon beschrijven. Dezelfde persoon waar het omging bij de inhoudelijke opdracht zat ergens in het kilometers lange gangenstelsel onder Valkenburg verstopt. De paragnosten moesten hem zo snel mogelijk zien te vinden. | In de ruïnes van Valkenburg waren 5 brandstapels neergezet, met 4 levende personen en één dummy er op. De paragnosten moesten de dummy zien aan te steken.                                                                                          |
| Aflevering 4 | 24 maart | De paragnosten bezochten een plaats delict in de hoofdstad Amsterdam. Op deze plek werd op de avond na de verloren WK-finale van 2010 een jonge man doodgestoken. De dader of eventuele daders zijn nog altijd spoorloos, aan de kandidaten om zo veel mogelijk informatie over het slachtoffer en de bewuste avond te vertellen.                                                      | De paragnosten kwamen aan in de haven van Rotterdam, de grootste van Europa. Voor hen stonden 9 containers, waarvan er 3 illegale producten bevatten, die binnen 10 minuten gevonden moesten worden.                                                |
| Aflevering 5 | 31 maart | De paragnosten kwamen aan in een mortuarium. Er moest zo veel mogelijk worden verteld over Nathalie Janssen, die op mysterieuze wijze was overleden, na een reeks bedreigingen en een gijzeling. | Deze opdracht speelde zich af in een brandend dorp van 3 straten groot. In één brandend huis zat een man, aan de paragnosten om het goede huis te kiezen en de man te redden.                                                                       |

## Uitslag
Deze cijfers gaan over de verdiende punten tot en met aflevering 6.
| Rang | Paragnost | Punten |
| ---- | --------- | ------ |
| 1    | Sylvia    | 80     |
| 2    | Petra     | 62     |
| 3    | Michelle  | 59     |
| 4    | Elisabeth | 58     |
|      | Diane     | 58     |
| 6    | Alexander | 56     |

## Presentatie
De intro en voice-over van iedere aflevering wordt verzorgd door Robert ten Brink. De begeleiding en introductie tijdens opdrachten worden gepresenteerd door het Schotse medium Derek Ogilvie.

## Trivia
- De kandidaten mogen in de hele serie 2 jokers en 2 munten inzetten, waarmee opdrachten overgeslagen of punten mee verdubbeld kunnen worden.
- Michelle zei op 13 februari in het OM Times Magazine dat er binnenkort grote watersnood zou plaatsvinden. Nog geen maand later trof een tsunami Japan.
- De opdracht uit aflevering 1 waarbij een piloot moest worden uitgekozen, werd door alle kandidaten tegelijkertijd uitgevoerd, in tegenstelling tot alle andere opdrachten, die steeds individueel worden gespeeld.
- Tijdens de extreme test van aflevering 4 konden in plaats van alleen maar 5, ook 2 en 4 punten verdiend worden.